# Campanië
Campanië (Italiaans: Campania) is een regio in Zuid-Italië die in het noordwesten grenst aan Lazio, in het noorden aan Molise, in het noordoosten aan Apulië, in het oosten aan Basilicata en in het westen aan de Tyrreense Zee. De regio beslaat 13.595 km² en heeft eind 2014 ongeveer 5,7 miljoen inwoners.
De naam van de regio is rechtstreeks van het Latijn afgeleid, de Romeinen noemden de regio namelijk Campania felix, wat gelukkig land(schap) betekent.
De regionale hoofdstad is Napels (Napoli). De regio is opgedeeld in vijf provincies.
Tussen 600 en 200 v. Chr was Capua de belangrijkste stad van Campanië. In de vroege middeleeuwen was Amalfi een der belangrijkste handelssteden van Europa. Sinds de late middeleeuwen is de dominante positie van Napels echter onaangevochten gebleven.

## Provincies en belangrijke steden
| Provincie / metropolitane stad | Afkorting | Hoofdstad | Andere belangrijke plaatsen       |
| ------------------------------ | --------- | --------- | --------------------------------- |
| Avellino                       | AV        | Avellino  |                                   |
| Benevento                      | BN        | Benevento |                                   |
| Caserta                        | CE        | Caserta   | Aversa, Capua                     |
| Napels                         | NA        | Napels    | Pompeï, Sorrento, Torre del Greco |
| Salerno                        | SA        | Salerno   | Amalfi, Paestum, Cava de' Tirreni |

## Bezienswaardigheden in Campanië
- Grot van de Sibylle te Cumae
- Griekse tempels te Paestum
- Romeinse steden te Pompeï en Herculaneum
- Romeinse villa's van Oplontis en Stabiae
- Vulkanen van de Vesuvius
- Solfatara (vulkaan)
- Amalfikust van Sorrento tot Salerno
- Eilanden Capri en Ischia
- Regio Cilento van Salerno tot Sapri

## Eilanden van Campanië

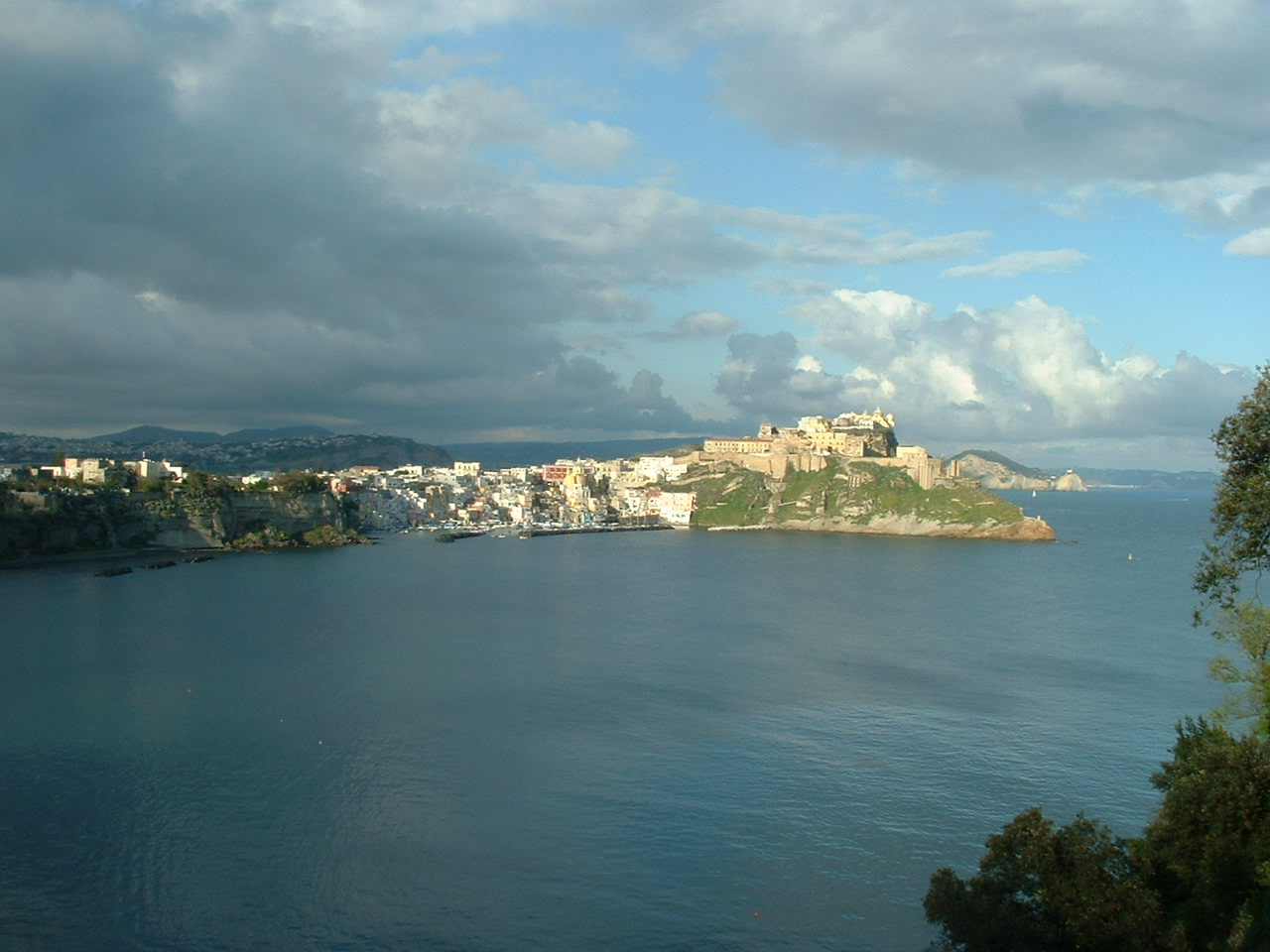
Zicht op het eiland Procida vanaf de Capo Pizzaco

- Capri
- Ischia
- Procida

## Gifschandaal
De documentaire 'De Gifcirkel' die in december 2015 voor het eerst op de Nederlandse televisie was te zien, toont hoe er illegaal op grote schaal chemisch afval in deze regio wordt gestort. Als gevolg hiervan kampt de streek met een opmerkelijk hoog sterftecijfer als gevolg van kanker en ligt de gemiddelde leeftijd van de patiënten een stuk lager dan elders ter wereld. De groentes die op de besmette grond geteeld worden, vinden hun weg ook naar andere landen in Europa.

## Afkomstig uit Campanië
- Paus Paulus IV, (1476-1559), bisschop van Rome
- Giambattista della Porta, (1535-1615), wetenschapper en toneelschrijver
- Torquato Tasso (1544-1595), dichter
- Karel IV van Spanje, (1748-1819), koning van Spanje
- Dino de Laurentiis, (1919-2010), filmproducent
- Antonio Carluccio (1937-2017), kok en restaurateur